# TSC22D4
TSC22D4 (англ. TSC22 domain family member 4) – білок, який кодується однойменним геном, розташованим у людей на 7-й хромосомі. Довжина поліпептидного ланцюга білка становить 395 амінокислот, а молекулярна маса — 41 026.
| 10         |  | 20         |  | 30         |  | 40         |  | 50         |
| ---------- |  | ---------- |  | ---------- |  | ---------- |  | ---------- |
| MSGGKKKSSF |  | QITSVTTDYE |  | GPGSPGASDP |  | PTPQPPTGPP |  | PRLPNGEPSP |
| DPGGKGTPRN |  | GSPPPGAPSS |  | RFRVVKLPHG |  | LGEPYRRGRW |  | TCVDVYERDL |
| EPHSFGGLLE |  | GIRGASGGAG |  | GRSLDSRLEL |  | ASLGLGAPTP |  | PSGLSQGPTS |
| WLRPPPTSPG |  | PQARSFTGGL |  | GQLVVPSKAK |  | AEKPPLSASS |  | PQQRPPEPET |
| GESAGTSRAA |  | TPLPSLRVEA |  | EAGGSGARTP |  | PLSRRKAVDM |  | RLRMELGAPE |
| EMGQVPPLDS |  | RPSSPALYFT |  | HDASLVHKSP |  | DPFGAVAAQK |  | FSLAHSMLAI |
| SGHLDSDDDS |  | GSGSLVGIDN |  | KIEQAMDLVK |  | SHLMFAVREE |  | VEVLKEQIRE |
| LAERNAALEQ |  | ENGLLRALAS |  | PEQLAQLPSS |  | GVPRLGPPAP |  | NGPSV      |

A: Аланін

C: Цистеїн

D: Аспарагінова кислота

E: Глутамінова кислота

F: Фенілаланін

G: Гліцин

H: Гістидин

I: Ізолейцин

K: Лізин

L: Лейцин

M: Метіонін

N: Аспарагін

P: Пролін

Q: Глутамін

R: Аргінін

S: Серин

T: Треонін

V: Валін

W: Триптофан

Кодований геном білок за функціями належить до репресорів, фосфопротеїнів. 
Задіяний у таких біологічних процесах, як транскрипція, регуляція транскрипції, альтернативний сплайсинг. 
Локалізований у ядрі.